# 1957-es Vuelta ciclista a España
Az 1957-es Vuelta ciclista a España volt a 12. spanyol körverseny. 1957. április 26-a és május 12-e között rendezték. A verseny össztávja 2967 km volt, és 16 szakaszból állt. Végső győztes a spanyol Jesús Loroño lett.

## Végeredmény
|    | Versenyző                    | Csapat | Idő           |
| -- | ---------------------------- | ------ | ------------- |
| 1  | Jesús Loroño                 |        | 84 óra 44' 06 |
| 2  | Federico Bahamontes          |        | 8' 11         |
| 3  | Bernardo Ruiz                |        | 9' 34         |
| 4  | José Manuel Ribeiro Da Silva |        | 14' 32        |
| 5  | Raphael Geminiani            |        | 17' 07        |
| 6  | Francisco Moreno             |        | 18' 43        |
| 7  | Jan Adriaenssens             |        | 19' 38        |
| 8  | Pasquale Fornara             |        | 23' 48        |
| 9  | Gastone Nencini              |        | 25' 59        |
| 10 | Salvador Botella             |        | 28' 06        |